# Ratsiraka paradoxa
Ratsiraka paradoxa är en insektsart som beskrevs av Irena Dworakowska 1997. Ratsiraka paradoxa ingår i släktet Ratsiraka och familjen dvärgstritar.
Artens utbredningsområde är Madagaskar. Inga underarter finns listade i Catalogue of Life.